# Lokomotivny
Lokomotivny (en russe : Локомотивный) est une commune urbaine de l'oblast de Tcheliabinsk, en Russie, qui a eu le statut de ville fermée de 1992 à 2017. Le 1er janvier 2017, ce statut est supprimé selon le décret présidentiel du 23 septembre 2016 n° 493,,.
Sa population s'élevait à 8 557 habitants au 1er janvier 2013. La 59e division de missiles y était installée jusqu'en 2005.

## Géographie
Lokomotivny est située à proximité de Kartaly, à 30 km de la frontière kazakhe et à 240 km au sud de Tcheliabinsk.
Elle constitue également un district urbain enclavé dans le raïon de Kartaly.

## Histoire
Le village est fondé en 1965 sous le nom de Solnetchni ou Kartaly-6. Il reçoit son nom actuel (formé à partir du mot locomotive)  en 1992.

## Population
Recensements (*) ou estimations de la population
| 2002*  | 2006  | 2010* | 2012  | 2013  |
| ------ | ----- | ----- | ----- | ----- |
| 10 741 | 9 840 | 8 498 | 8 536 | 8 557 |

| 2016  | 2019  | 2021  | - | - |
| ----- | ----- | ----- | - | - |
| 8 519 | 8 450 | 8 559 | - | - |